# (2527) Gregory
(2527) Gregory (1981 RE) – planetoida z pasa głównego asteroid okrążająca Słońce w ciągu 3,87 lat w średniej odległości 2,46 j.a. Odkryta 3 września 1981 roku.